# Calectasia keigheryi
Calectasia keigheryi är en enhjärtbladig växtart som beskrevs av Russell Lindsay Barrett och Kingsley Wayne Dixon. Calectasia keigheryi ingår i släktet Calectasia och familjen Dasypogonaceae. Inga underarter finns listade.